# 国分拓
国分 拓（こくぶん ひろむ、1965年 - ）は、日本のノンフィクション作家、NHKディレクター。宮城県出身。1988年早稲田大学法学部卒業。
1988年にNHK入社。2009年奥アマゾン密林の“最後の石器人”と呼ばれるヤノマミ族を150日間同居取材したドキュメンタリー番組「NHKスペシャル　ヤノマミ～奥アマゾン　原初の森に生きる～」（60分）を制作。同年「NHK BSハイビジョンで「ヤノマミ～奥アマゾン　原初の森に生きる～」（109分）制作。更に「ヤノマミ～奥アマゾン 原初の森に生きる～」[劇場版]（NHKエンタープライズ、ティ・ジョイ、 120分）は、映画として劇場公開もしている。番組・映画に関わるナレーション全てを、舞踊家の田中泯が行っている。尚、同番組を書籍化した『ヤノマミ』で2010年第10回石橋湛山記念早稲田ジャーナリズム大賞受賞。2011年、第42回大宅壮一ノンフィクション賞を受賞する。
これまで手掛けた番組には「ドーハ組4年目の夏」「隔絶された人々 イゾラド」「ファベーラの十字架 2010夏」「あの日から1年 南相馬～原発最前線の街で生きる」「沢木耕太郎推理ドキュメント 運命の一枚～“戦場”写真 最大の謎に挑む～」「新シルクロード」など。

## 著書
- ヤノマミ（2010年3月20日、NHK出版、ISBN 978-4-14-081409-3 /2013年11月、新潮文庫、ISBN 978-4-10-128191-9）
- ノモレ（2018年6月、新潮社、ISBN 978-4-10-351961-4）